# Великобританський тур Led Zeppelin 1968
Великобританський тур 1968 року британського рок-груту Led Zeppelin — перше турне колективу у рідній країні. Він розпочався 4 жовтня і тривав до 20 грудня.
Перші концерти гурт проводив під назвою «New Yardbirds». Надалі преса оголосила, що з 25 жовтня назва гурту змінюється на Led Zeppelin. Проте афіші, які випускалися для туру, все ще помилково анонсували гурт як «New Yardbirds».
Протягом туру гурт записує свій дебютний альбом у студії Olympic Studios у Лондоні. Запис проходить за рекордні 36 годин.
Преса майже не відреагувала на цей тур.

## Пісні туру
Точної програми виступів у гурту у цьому турі немає, оскільки на цей час не було неофіційних бутлеґів Led Zeppelin. На сцені виконувалися композиції з програми The Yardbirds до їхнього розпаду, які були доповнені численними каверами. Виконувалися старі хіти Yardbirds, такі як «Train Kept A-Rollin'», «Dazed and Confused», «White Summer», та, можливо, «For Your Love» і матеріал з незавершеного дебютного альбому: «Communication Breakdown», «I Can't Quit You Baby», «You Shook Me», «Babe I'm Gonna Leave You» та «How Many More Times». Найбільш імовірно, що гурт виконував кавер на пісню Ґарнета Мейммса (впливовий американський соул-співак) «As Long As I Have You», яка була зіграна як частина попурі разом з «Fresh Garbage» (найвідоміший хіт американського гурту Spirit). Можливо, була виконана частина раннього барабанного соло Джона Бонама під назвою «Pat's Delight».
Можлива концертна програма гурту на тур:
1. «Train Kept A-Rollin'» (Бредшау, Кей, Манн)
2. «For Your Love» (Ґоулдмен)
3. «I Can't Quit You Baby» (Діксон)
4. «As Long As I Have You» (Мейммс)
5. «Dazed and Confused» (Пейдж)
6. «Communication Breakdown» (Бонам, Джонс, Пейдж)
7. «You Shook Me» (Діксон, Ленуа)
8. «White Summer»/«Black Mountain Side» (Пейдж)
9. «Pat's Delight» (Бонам)
10. «Babe I'm Gonna Leave You» (Бредон, Пейдж, Плант)
11. «How Many More Times» (Бонам, Джонс, Пейдж)

## Дати проведення
- 4 жовтня  Мейфейр Балрум — Ньюкасл, Англія
- 18 жовтня  Макі Клаб — Лондон, Англія
- 19 жовтня  Ліверпульський університет — Ліверпуль, Англія
- 25 жовтня  Університет Саррею — Ґілдфолд, Англія
- 9 листопада  Раундхауз — Лондон, Англія
- 16 листопада  Технологічний коледж — Манчестер, Англія
- 23 листопада  Шеффілдський університет — Шеффілд, Англія
- 29 листопада  Карудедді Клаб — Річмонд, Англія
- 10 грудня  Макі Клаб — Лондон, Англія
- 13 грудня  Брідж Плейс Кантрі Клаб — Кентербері, Англія
- 16 грудня  Бат Павільйон — Бат, Англія
- 19 грудня  Сівік Холл — Ексетер, Англія
- 20 грудня  Вуд Ґрін Фішмонгерс Холл — Лондон, Англія